# Richard Klatt
Richard Klatt (1951) è un ex nuotatore statunitense.

## Carriera
Ha fatto parte della squadra statunitense che ha trionfato ai campionati mondiali di nuoto nel 1973 nella staffetta 4x200m stile libero.

## Palmarès
- Mondiali

Belgrado 1973: oro nella 4x200m stile libero.